# Анна Кім
Анна Кім (нім. Anna Kim) — австрійська письменниця корейського походження.

## Біографія
Анна Кім народилась 10 вересня 1977 року в місті Теджон, Південна Корея. У 1978 році переїхала до Німеччини. З 1978 по 1983 рік жила у Брауншвейзі та Гіссені, у 1983 році — у Відні. У 1995 році поступила до Віденського університету, а в 2000 році закінчила його зі ступенем магістра з театрознавства та філософії. У 2000—2002 роках жила у Лондоні та Кембриджі, після чого повернулася до Відня.
Анна Кім є автором низки прозових та поетичних творів. З 1999 року вона публікується в різноманітних літературних журналах, таких як Manuskripte, Zwischenwelt та VOLLTEXT. У 2004 році вийшов її перший роман Die Bilderspur.
У 2000 році вона вступила до Асоціації письменників Грац (Grazer Autorenversammlung). У 2004 році отримала авторську стипендію Відня.
У 2008 році вийшов її другий роман Die gefrorene Zeit (Застиглий час).

## Нагороди
- 2009 — Премія міста Відня з літератури

## Праці
- Exile. In: Zwischenwelt. Literatur — Widerstand — Exil, Nr. 2 (2002)
- Bilderspuren. In: manuskripte, Nr. 156 (2002)
- Das unbedingte Berühren. In: manuskripte, Nr. 162 (2003)
- Verborgte Sprache [Архівовано 6 червня 2012 у Wayback Machine.]. In: Zwischenwelt. Literatur — Widerstand — Exil, Nr. 1 (2004).
- Experiment und Krieg. In: TRANS, Nr. 15 (2004)
- Making Of. In: Volltext, Nr. 4 (2004)
- Die Bilderspur. Literaturverlag Droschl. Graz 2004. ISBN 3854206623
- Das Versteck. In: entwürfe — Zeitschrift für Literatur, Ausgabe 43 (2005)
- Das Archiv [Архівовано 2 квітня 2015 у Wayback Machine.]. Text der Lesung beim Ingeborg-Bachmann-Wettbewerb 2005
- Hunde ziehen vorbei/Stray dogs drifting, mit Bildern von Anna Stangl. Comet Books. Wien 2005. ISBN 3950204644
- Die gefrorene Zeit. Literaturverlag Droschl. Graz 2008. ISBN 3854207425
- «Die Form der Erinnerung». In: Triëdere - Zeitschrift für Theorie und Kunst. Heft 2/2010. [Архівовано 20 березня 2011 у Wayback Machine.]